# Karylle
Ana Karylle Padilla Tatlonghari, född 22 mars 1981 i Manila, mer känd under sitt artistnamn Karylle, är en filippinsk sångare och skådespelare. Hon har släppt fyra studioalbum mellan år 2001 och 2011. Hennes fjärde album Roadtrip släpptes den 1 mars 2011. Albumets första singel är "OMG" vars officiella musikvideo hade fler än 150 000 visningar på Youtube i september 2012. Hon har även spelat i flera filmer och TV-serier sedan 2001 och varit värd för TV-program.

## Diskografi

### Album
- 2001 - Time to Shine
- 2005 - You Make Me Sing
- 2009 - Time for Letting Go
- 2011 - Roadtrip